# Parameswara
Parameswara (Palimbão, 1344 — 1414) foi o último rei do Reino de Singapura e o fundador do sultanato de Malaca (atual Malásia) em 1402. Especula-se que teria convertido-se do hinduísmo ao islamismo perto dos 70 anos, após um casamento com a princesa Maleque Sale de Pacém, adotando o título persa Iscandar Xá. Segundo Tomé Pires e Christopher Wake, o novo nome foi atribuído de maneira póstuma e a conversão teria sido do filho de Parameswara, aos 72 anos.